# 石上私淑言
『石上私淑言』（いそのかみのささめごと）は、本居宣長の記した歌論書。宝暦13年（1763年）に書かれた宣長初期の著作であり、未定稿のまま保管されていたが、没後文化13年（1816年）に刊行された（成立年代については他説あり）。
内容は、もののあはれの説を基軸として和歌のありうべきすがたを論じたもので、通常は『排蘆小船』の和歌観をさらに展開させたものと考えられる。歌は感情の流露であるとし、倫理や道徳概念によって文学を掣肘することに非を論ずる内容であるが、和歌とともに「あはれ」の概念について多く論じられており、和歌論から国学的範疇への移行が見てとれる。
刊行時の書誌は以下のとおり。刊行年文化13年。中断した巻三を除外し、二巻二冊（一冊合本板もある）。岸本由豆流、校訂者斎藤彦麿の序、藤原常彦、片岡寛弘の跋。版元は宣長の著作を多く出版した万笈堂。